# Chovanština
Chovanština (rusky Хованщина, německy Die Fürsten Chowanski) je opera Modesta Musorgského, o pěti dějstvích a šesti obrazech, založená na autentických událostech z historie Ruska, které se udály v letech 1682 až 1689. Libreto napsal sám skladatel podle námětu Vladimíra Stassova (Владимир Васильевич Стасов).

## Historie vzniku
Když skladatel v roce 1881 zemřel, nebylo dílo ještě dokončeno. Jeho dokončení se ujal Nikolaj Rimskij-Korsakov. Premiéra se konala 21. února 1886 v Petrohradě na jevišti Hudebně–dramatického amatérského kruhu v sále I. A. Kononova ve verzi značně zkrácené cenzurou. První oficiální provedení se konalo 20. listopadu 1911 v Mariinském divadle v Petrohradě. Sergej Ďagilev pak vytvořil novou verzi finále a požádal (1912/13) Igora Stravinského, aby ji upravil pro orchestr. Verze Nikolaje Rimského Korsakova tak byla smíchána s verzí Stravinského. Část Stravinského verze byla zrušena a zkrácena. Závěrečný sbor, pro který Mussorgskij vytvořil pouze téma, ruskou lidovou píseň, Rimskij-Korsakov převzal. Později operu ještě upravil Dmitrij Šostakovič podle hlasové části Mussorgského partitury. Šostakovičovo přepracování mělo premiéru 25. listopadu 1960, také v Petrohradu (tehdy Leningrad). V této verzi se dílo obvykle hraje dodnes. Stejně jako Musorgského dřívější dílo, Boris Godunov, je i Chovanština o epizodě v ruských dějinách, na kterou skladatelovu pozornost upoutal Vladimír Stasov.

## Děj opery

### Historické pozadí
Děj se koná v Moskvě v letech 1682 až 1689

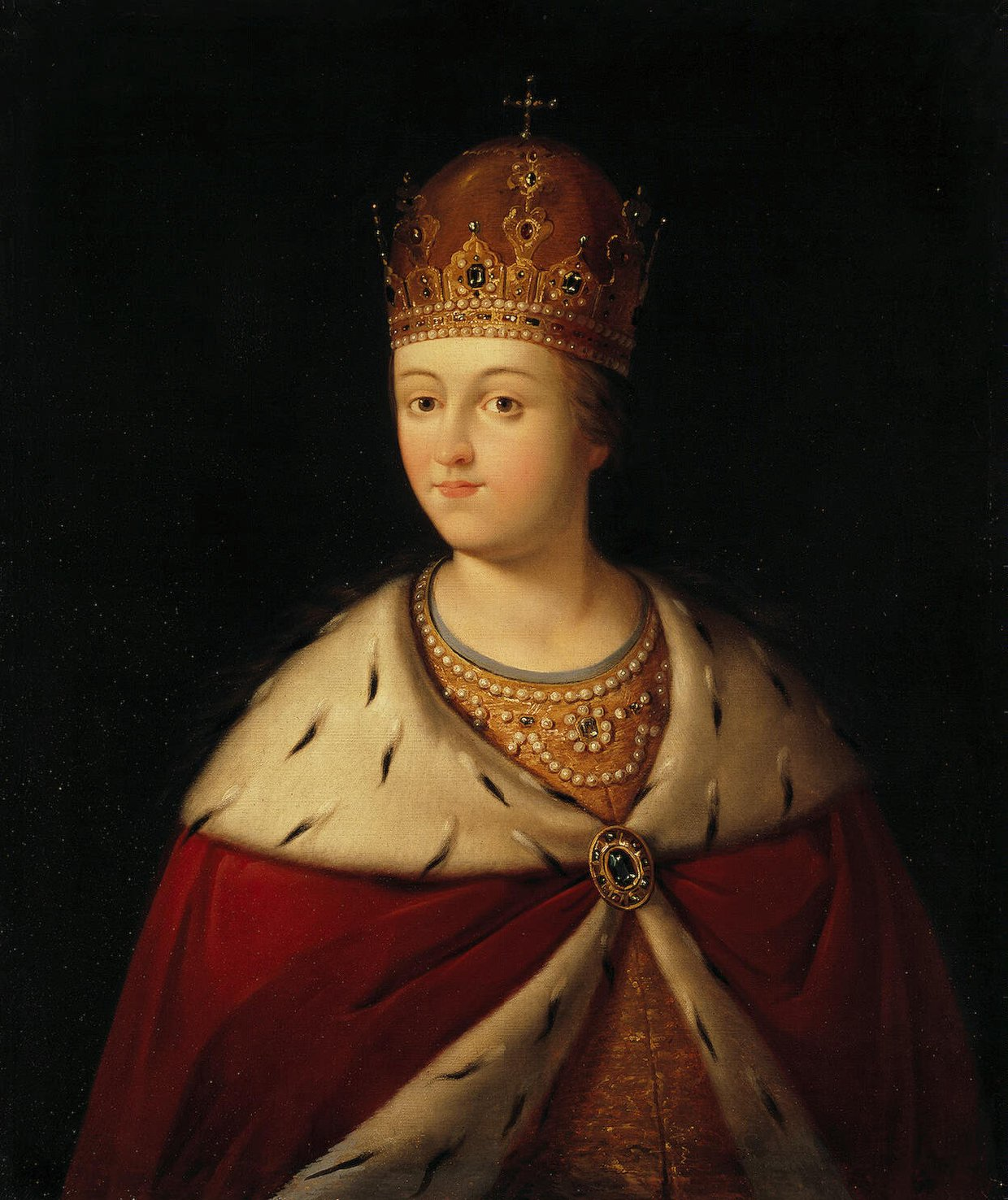
Ruská regentka Sofie Alexejevna, v letech 1682–1689 byla vladařkou Ruského carství.

Ke konci 17. století bylo Rusko v hluboké vládní a náboženské krizi. O desetiletí dříve provedla uznávaná oficiální církev reformu, při které opravovala církevní knihy a měnila rituály. Mnoho věřících tuto reformu nepřijalo. Posměšně se jim říkalo starověrci (раско́льники). Z oficiální církve byli vyloučeni a také pronásledováni. Když car Fjodor III. zemřel, byli na trůn dosazeni jeho dva nevlastní bratři Ivan a Petr, kteří patřili do dvou rozdělených rodin. Spřízněni byli pouze prostřednictvím otce, Alexeje I. 22. června 1682 byli Ivan V. a Petr I. v Uspenském chrámu Moskevského kremlu celebrováni na cary. Byl pro ně postaven speciální trůn se dvěma sedadly (nyní uložen v muzeu kremelské Zbrojnice). Do roku 1689 panování Ivana a Petra bylo pouze nominální, faktickou vládu vykonávala Sofie Alexejevna. V roce 1689 došlo k roztržce mezi Sofií a Petrem, jejímž důsledkem bylo odstavení Sofie od vlády.
Protože byli ještě nezletilí, vládla jako regentka Ivanova sestra Sofie. Spoléhala se na střelce (стрельцы́), palácovou gardu, které velel princ Ivan Andrejevič Chovanskij. Sofia se chtěla stát jediným vládcem a vyprovokovala střelecké pluky k povstání, při kterém byla během jedné noci vyvražděna většina Petrovy rodiny i jejich přátel.
Představení trvá přibližně tři hodiny.

### První jednání
Na Rudém náměstí před Kremlem se v časném ránu shromažďuje lid i střelci, kteří střeží jeho bránu. K veřejnému písaři, který si naříká na špatné výdělky v těchto neklidných dobách, přichází bojar Šaklovitij a po slibu mlčenlivosti diktuje písaři psaní pro cara: udání, že kníže Chovanskij a jeho syn Andrej chystají vzpouru proti carovi, chtějí se zmocnit trůnu sami. Vstupuje kníže Chovanskij a přesvědčuje lid o své dobré vůli a o oddanosti carovi. Jeho syn Andrej při nočním přepadu zajal Emmu, mladou dívku z německého předměstí Moskvy a přivlekl ji před Kreml. Emma se brání, vyčítá mu, že dal zabít jejího otce a zničit ženicha. Z Andrejovy moci pomůže Emmě vdova Marfa, dřívější Andrejova milenka. která patří ke starověrcům. Vyčítá mu nevěru i hříchy proti pravému náboženství a mravnosti. Když se před Kreml vrátí starý kníže Chovanskij chce Emmu také mít a nařídí střelcům, aby ji zatkli. Syn Andrej se tomu však vzepře. Vznikne ostrý spor, který urovnává duchovní vůdce starověrců, Dosifei. Kárá Chovanské, že svými násilnostmi ničí Kristovu církev. Nařídí Marfě, aby se starala o Emmu. Všem také říká, že v každém okamžiku může vzniknout veřejný spor o víře mezi starými věřícími a stoupenci oficiální církve.

### Druhé jednání
Princ Chovanskij, princ Golicyn a Dosifei plánují spiknutí. Jednání se koná v kanceláři prince Golicyna, který přečte milostný dopis od Sofie, jejímž je oblíbencem. Nevěří však ani její loajalitě ani svému osudu a také jej tíží strach z budoucnosti země. Na jeho žádost přichází věštkyně – Marfa – ta mu však předpovídá nepřízeň osudu. Golicyn proto nařídí, aby věštkyni zabili, ta ale dokáže uniknout. Objevuje se Ivan Chovanskij, skrytý soupeř Golicyna. Nenávidí se navzájem a jejich spor přeroste v hádku, kterou zastaví teprve objevivší se Dosifej. Obviní Chovanského ze shovívavosti k opilosti a hýření střelců, Golicyna ze závislosti na evropských zvycích a nutí oba přemýšlet o záchraně země. Objevuje se Šaklovitij, který sděluje, že car Petr na anonymní udání o vzpouře řekl jediné slovo „Chovanština" a tím nad oběma knížaty vyřkl rozsudek.

### Třetí jednání

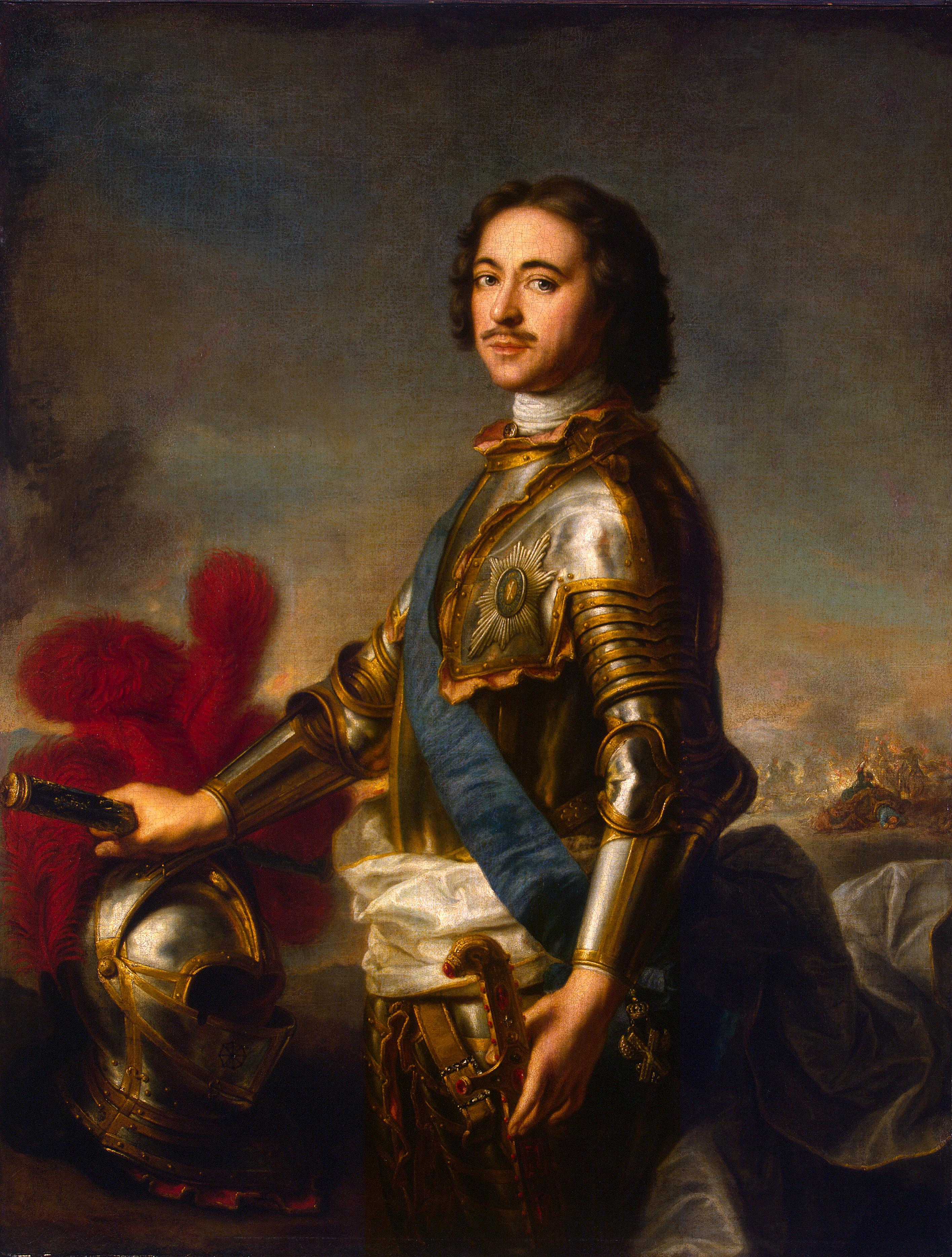
Petr I., ruský car od roku 1682

Události se konají v osadě střelců Замоскворечье za Moskvou. Prochází dav mnichů se zpěvem. Osamělá Marfa se souží zradou Andreje Chovanského, kterého nepřestává milovat. Zpívá píseň «Исходила младешенька» o své lásce k Andreji Chovankému. Fanatická starověrkyně Zuzana slyší tuto píseň, odsuzuje její lásku k Andrejovi jako hříšnou a vyhrožuje Marfě soudem. Znovu se objeví Dosifej, Marfu brání, Zuzanu uklidňuje a odvádí ji pryč. Objeví se Šaklovitij, který je znepokojen osudem země. Když slyší písně střelců, skryje se. Manželky střelců trestají své manžely písní: „Ach, prokletí opilci! ..“ Zábava pokračuje písní střelce Kuzky, ale najednou se zastaví, když se dostaví úředník, který oznamuje, že se blíží Petrovi rejtaři. Nálada střelců se okamžitě změní a žádají Chovanského, aby odpověděl. Princ však všem říká, aby šli domů a čekali na „rozhodnutí osudu“

### Čtvrté jednání

#### První obraz
Kníže Chovanskij se uchýlil na své statky, baví se tu se služebnými dívkami a dává vymrskat posla, jenž jej na Golicvynův příkaz přichází varovat před carovým pozváním. Aby rozehnal tíseň, přikazuje perským otrokyním, aby jej bavily tancem. Vstupuje Šaklovitij a přináší knížeti skutečné pozvání do carské rady. Kníže je polichocen, rozhoduje se pozvání přijmout, ale při odchodu je zavražděn.

#### Druhý obraz
V Moskvě před chrámem Vasiljeva Blaženého oznamuje Dosifej lidu, že kníže Golicyn byl vypovězen ze země a dovídá se od Marfy, že vláda nařídila vyhlazení starověrců. Je tedy čas připravit se na dobrovolnou smrt. Přichází Andrej, který hledá Emmu. Marfa mu říká, že jeho otec byl zabit a střelci mají být popraveni. On jí však nevěří a snaží se troubením svolat svůj pluk. Nikdo však neodpovídá. Andrej slyší zvony, které oznamují začátek popravy střelců a chápe, že je všechno ztraceno. Marfa jej odvádí do skryté svatyně starověrců. Těsně před popravou se objeví posel, který oznamuje carovu milost pro střelce

### Páté jednání
V borovém lese hledají carští vojáci skrytou svatyni starověrců, kteří se v bezvýchodné situaci rozhodnou spáchat pod vedením Dosifeje hromadnou sebevraždu. V plamenech umírají mimo jiné Marfa, Andrej i sám Dosifej.

## Instrumentace
Verze Rimského - Korsakova
- Smyčce: housle I, housle II, violy, violoncella, kontrabasy.
- Dřevěné nástroje: 3 flétny (3rd doubling piccolo), 2 hoboje (2nd doubling english horn), 2 klarinety, 2 fagoty.
- Žestě: 4 rohy, 2 trubky, 3 pozouny, 1 tuba.
- Bicí: tympány, basový buben, vířivý buben, triangl, tamburína, činely, tam-tam, zvony.
- Ostatní:: klavír, harfa.
- Na scéně/Vzákulisí: 3 trubky, dechovka.

Šostakovičova orchestrace:
- Smyčce: housle I, housle II, violy, violoncella, kontrabasy.
- Dřevěné nástroje: 3 flétny (3rd doubling piccolo), 3 hoboje (3nd doubling english horn), 3 klarinety (3rd doubling bass clarinet), 3 fagoty (3rd doubling contrabassoon).
- Žestě: 4 rohy, 3 trubky, 3 pozouny, 1 tuba.
- Bicí: tympány, basový buben, vířivý buben, triangl, tamburína, činely, tam-tam,, zvony, zvonkohra.
- Ostatní: klavír, harfa, celesta.
- Na scéně/V zákulisí: nespecifikovaný počet rohů, trubek, pozounů.

## Inscenační historie
Premiéra (verze Nikolaje Rimského-Korsakova) se konala 21. února 1886 v Petrohradě, ne v Mariinském divadle (jehož čtecí komise dílo odmítla), ale souborem ochotníků v Kanonově síni.
V roce 1892 byla opera hrána v Kyjevě soukromou ruskou společností Josifa Setova. Také existovaly další inscenace hrané ochotnickými soubory.
První úspěch měla opera při představení, zahraném souborem Savvy Mamontova (Мамонтов, Савва Иванович), v Moskvě 12. listopadu 1897 s Fjodorem Šaljapinem (jako Dosifeï).
V roce 1911 bylo dílo z iniciativy Šaljapina konečně hráno Mariinským divadlem v Petrohradu (s několika škrty). Bylo to první oficiální provedení a konalo se 20. listopadu 1911.
1913: První uvedení v Paříži Ďagilevem v Théâtre des Champs-Élysées se sólistou Šaljapinem.
1913: Premiéra v Londýně.
1923: První představení (ve francouzštině) v Pařížské opeře.
V roce 1923 byla opera uvedena i v Barceloně, v roce 1924 ve Frankfurtu. O dva roky později také v Miláně v divadle La Scala, v Drážďanech (1927), Záhřebu (1926), Filadelfii (1928), Buenos Aires (1929), Lyonu (1930), v New Yorku a v Turíně (1931), v Sofii (1933), Lublani (1934) a v Budapešti (1937).
7.11.1947: Premiéra v Národním divadle Praha
1950: První představení (v angličtině) v Metropolitní opeře v New Yorku. Obnovení v ruštině v roce 1985.
25. listopadu 1960: Premiéra verze od Šostakoviče v Mariinském divadle v Petrohradě (tehdy Kirovské divadlo Кировский театр Leningrad).

## Obsazení při premiérách
| Osoba                                                                     | Hlasový obor | Premiéra 21. února 1886 Dirigent: Eduard Goldshtéin | Veřejná premíéra 20. listopadu 1911, Petrohrad, (Mariinské divadlo) Dirigent: Аlbert Коuts |
| ------------------------------------------------------------------------- | ------------ | --------------------------------------------------- | ------------------------------------------------------------------------------------------ |
| Kníže Ivan Chovanskij (náčelník střelců)                                  | bas          | Antón Bedlévich                                     | Vasilij Semjonovič Šaronov                                                                 |
| Kníže Andrej Chovanskij (jeho syn)                                        | tenor        | Piotr Inozémtsev                                    | Аndrej Мarkovič Labinskij                                                                  |
| Kníže Vasilij Golicyn (náčelník Nikoniánů)                                | tenor        | Yekab Karklin                                       | Ivan Vasiljevič Jeršov                                                                     |
| Fiódor Šaklovitij (bojar)                                                 | basbaryton   | Sokolov                                             | Pavel Zacharovič Andrejev                                                                  |
| Dosifej (náčelník starých věřících)                                       | bas          |                                                     | Fjodor Ivanovič Šaljapin                                                                   |
| Marfa (stará věřící)                                                      | mezzosoprán  | Selyuk                                              | Jevgenija Ivanovna Zbrujeva                                                                |
| Zuzana (marfaina matka)                                                   | soprán       |                                                     | Jelena Nikolajeva                                                                          |
| Emma (mladá luteránka)                                                    | soprán       | Antónova                                            | Marya Kovalenko                                                                            |
| Písař                                                                     | tenor        |                                                     |                                                                                            |
| Varsonovjov (důvěrník Golicynův)                                          | bas          |                                                     |                                                                                            |
| Kuzka (střelec)                                                           | tenor        |                                                     | Vladimír Losev                                                                             |
| Střelci, staří a noví věřící (Nikoniáni), vojáci, občané, služebníci atd. |              |                                                     |                                                                                            |

## Nahrávky (výběr)
Rimskij-Kórsakov Verze 1882
- 1946, B.Jaikin, sbor a orchestr Kirovského divadla (dnes orchestr Mariinského divadla)
- 1951, Nebolsín, sbor a orchestr Velkého divadla v Moskvě (Большой театр)
- 1954, Baranovich, sbor a orchestr opery Národního divadla Bělehrad
- 1971, Margaritov, sbor a orchestr Národní opery a baletu Sofía
- 1974, B.Jaikin, sbor a orchestr Velkého divadla v Moskvě (Большой театр)
- 1988, Érmler, sbor a orchestr Velkého divadla v Moskvě (Большой театр)

Shostakóvich Versión 1959
- 1986, Tchakarov, sbor a orchestr Národní opery a baletu Sofía
- 1989, Abbado, orchetr Vídeňské státní opery (finální verze od Stravinského)
- 1991, Guérguiev, sbor a orchestr Kirovského divadla (dnes orchestr Mariinského divadla)